# Armin Pavić
Armin Pavić (Pozsega, 1844. március 29. – Zágráb, 1914. február 11.), horvát irodalomtörténész, műfordító, politikus, egyetemi tanár, a Zágrábi Egyetem rektora.

## Élete
Pozsegában született 1844-ben. Szülővárosában és Zágrábban járt középiskolába. Fiatal korában verseket és novellákat, fordításokat és színházi ismertetőket publikált. Klasszikus-filológiai és szlavisztikai tanulmányait 1864-ben Bécsben végezte. Középiskolai tanárként dolgozott Eszéken, Fiuméban, Varasdon, Pozsegában és Zágrábban. 1874-től a Jugoszláv Tudományos és Művészeti Akadémia rendes tagja. 1877-től a Zágrábi Egyetem Filozófiai Karán a horvát nyelv és irodalom professzora volt. 1882/83-ban és 1894/95-ben a kar dékáni tisztségét is betöltötte. 1896/97-ben az egyetem rektora. 1884 és 1906 között parlamenti képviselő volt. Zágrábban halt meg 1914. február 11-én. A zágrábi Mirogoj temetőben temették el.

## Tudományos munkássága
Irodalomtörténettel és irodalomelmélettel foglalkozott. Számos folyóiratban publikált színházi és irodalomkritikákat, leggyakrabban Bécsben. Horvátországban az ún. idősebb generáció egyik legjelentősebb irodalomtörténésze volt, aki eltávolodott az irodalmi anyag szűken vett filológiai megközelítésétől, és szisztematikusabb irodalomtörténeti kutatásba kezdett. Fordítói munkásságából ki kell emelnünk Anakreón költészetének a „Vienac” folyóiratban megjelent fordításait és Arisztotelész Poétikájának fordítását, részletes megjegyzésekkel. 
Arról ismert, hogy bekapcsolódott Ivan Gundulić „Osman” című művének eredetéről szóló irodalmi vitába. Kezdetben azt állította, hogy két író írta, később pedig ragaszkodott ahhoz a nézetéhez, hogy két kisebb vers létezik, amelyeket csak később olvasztottak össze. Hasonló tézist szorgalmazott a rigómezei csatáról szóló vers eredetéről szóló vitákban, azzal érvelve, hogy ezek egy nagyobb szövegegységből, valószínűleg egy eposzból származó részletek. Pavić ilyen téziseit minden bizonnyal befolyásolták Wolf feltételezései Homérosz eposzának keletkezéséről.
Egyik első műve, a „Historija dubrovačke drame” (A dubrovniki dráma története, 1871) az első horvát átfogó munka a dubrovniki irodalomról. Jelentősek még az Ivan Gundulićról szóló művei, az „Estetička ocjena Gundulićeva Osmana” (Gundulić Osmanjának esztétikai értékelése, 1879); és a „Postanje Gundulićeva Osmana” (Gundulić Osmanjává válás, 1913) továbbá a  J. Palmotićról írt monográfiája, a „Junije Palmotić (1883). Ő rendezte sajtó alá Gundulić fennmaradt műveinek összes kiadását. Érdekes hozzájárulása a horvát irodalomtörténethez a kora újkori horvát irodalom kutatása.

## Főbb művei
- O dubrovačkih prevodiocih grčkih tragedija, 1867.
- Aristotelova definicija pjesničke umjetnosti, 1868.
- Kako se izgubilo 14. i 15. pjevanje Gundulićeva Osmana, 1871.
- Historija dubrovačke drame, 1871.
- Estetička ocjena Gundulićeva Osmana, 1879.
- Postanje Gundulićeva Osmana, 1913.
- Junije Palmotić, 1883.